# José Ramón Encinar
José Ramón Encinar (Madrid, 1 de marzo de 1954) es un director de orquesta y compositor de música clásica español.

## Biografía
Inició su formación musical a los 6 años, a partir de 1966 ingresa en el conservatorio de Madrid. Gracias a diferentes becas, pudo recibir clases de grandes maestros, entre ellos José Tomás (guitarra), Genoveva Gálvez (música antigua), Gerardo Gombau (análisis musical), Cristóbal Halffter (composición) y Federico Sopeña (musicología).  Tras una estancia en Viena y Milán, le fue otorgada una beca de la Fundación Juan March para realizar una composición, posteriormente fue profesor de los cursos de verano organizados por la Accademia Chigiana de Siena. Entre 1982 y 1984 fue director de la Orquesta Filarmónica de Gran Canaria; entre 1999 y 2001, de la Orquesta Sinfónica de Portugal y, entre 2000 y 2013, de la Orquesta y Coro de la Comunidad de Madrid.

## Selección de obras
- Cum plenus forem enthousiasmo (1973),  para vihuela y 10 instrumentos.
- Por gracia y galanía (1976), para coro.
- Quarteto nº 1, La folía (1978).
- Opus 22 (1981) para piano y conjunto instrumental.
- Fígaro (1986-87),   ópera con libreto propio.